# 拉克博斯滕嶺
71°56′S 7°12′E / 71.933°S 7.200°E
拉克博斯滕嶺（英語：Rakebosten Ridge）是南極洲的山嶺，位於東部南極洲的毛德皇后地，屬於菲爾希納山脈的一部分，是特羅爾斯洛泰特山的南部，該山嶺根據挪威的探險隊被繪入地圖。